# Ian Rush
M.B.E. Ian James Rush (St Asaph, 20 ottobre 1961) è un ex calciatore e allenatore di calcio gallese, di ruolo attaccante.

## Carriera

### Giocatore

#### Club

##### Gli inizi
Cresce nella piccola città di Flint, nella contea di Flintshire, nord-est del Galles. Inizia a giocare a calcio a livello scolastico presso la San Richard Gwyn Catholic High School di Flint dove, con 79 reti, stabilisce il record di gol del campionato scolastico del Galles settentrionale. Questo primato viene superato soltanto nel 1998 da Michael Owen che ne realizza 92.

##### Chester
Dopo aver lasciato la San Richard Gwyn Catholic High School, nel 1978 si trasferisce al Chester City. Dopo aver giocato per un periodo nelle giovanili, viene promosso in prima squadra che al tempo disputa il campionato di Third Division. Fa il suo debutto, come centrocampista, nell'aprile del 1979 nella partita pareggiata per 2-2 contro lo Sheffield Wednesday. Nella stagione successiva viene schierato come centravanti e il 15 settembre 1979 segna il suo primo gol contro il Gillingham.
Il 5 gennaio 1980, a 18 anni, segna uno dei due gol che consentono al Chester City di sconfiggere il Newcastle, militante in Second Division, nel terzo turno di FA Cup. Nell'aprile del 1980 Bob Paisley, tecnico del Liverpool, decide di puntare su Rush che viene acquistato dai Reds per 300 000 sterline. Si tratta della cifra più alta pagata fino ad allora per il trasferimento di un giocatore così giovane. Lascia il Chester City dopo aver segnato 14 gol in 34 partite.

##### Liverpool
Debutta con la maglia del Liverpool il 13 dicembre 1980 entrando al posto dell'infortunato Kenny Dalglish, nella partita pareggiata per 1-1 contro l'Ipswich Town. Nel corso della sua prima stagione disputa 9 partite, tra le quali la ripetizione della finale di Coppa di Lega contro il West Ham (dopo che la prima finale era terminata in pareggio), senza mettere a segno nessuna rete. Al termine della stagione chiede di essere ceduto, ma il tecnico Bob Paisley decise di continuare a puntare su di lui. Il 30 settembre 1981, nel corso della gara di ritorno del primo turno di Coppa campioni contro i finlandesi del Oulun Palloseura, segna la sua prima rete con la maglia del Liverpool. Entrato in campo al 67' al posto dell'infortunato David Johnson, dopo tre minuti segna il momentaneo 5-0. Segna subito dopo una doppietta sia contro l'Exeter in Coppa di Lega che contro il Leeds United in campionato. Entra stabilmente nell'undici titolare e a fine stagione colleziona 30 reti in 49 partite complessive, inclusa la prima delle sedici triplette in carriera con la maglia del Liverpool, che mette a segno a Meadow Lane nel 4-0 contro il Notts County. Segna anche nella finale di Coppe di Lega vinta per 3-1 ai tempi supplementari contro il Tottenham.

Rush al Liverpool nel 1984, mentre festeggia con il trofeo della Coppa dei Campioni al termine della vittoriosa finale di Roma

Nella stagione successiva, 1982-1983, segna 31 reti tra cui un poker nel derby contro l'Everton; sono reti che consentono alla squadra di conquistare il secondo "double" consecutivo: campionato e Coppa di Lega. Al termine della stagione vince il premio come miglior giocatore giovane del campionato. In questa stagione si cementa l'intesa calcistica con Kenny Dalglish, che scriverà poi nella sua autobiografia: «Rushie aveva percezione e due ottimi piedi. È uno dei finalizzatori più istintivi che il calcio abbia mai visto. La mia collaborazione con Rush è andata tanto bene perché lui sapeva correre e io sapevo passare. Avrei solo dovuto piazzare la palla davanti a lui. Rushie diceva che scattava sapendo che la palla sarebbe arrivata a lui. Era vero ma solo perché i suoi scatti erano così intelligenti. La sua corsa era più importante dei miei passaggi. Lo stesso Rushie aveva un buon passaggio. Avrebbe potuto essere un centrocampista poiché la sua capacità di passaggio era fantastica. Rush è stato probabilmente il miglior compagno di squadra che abbia mai avuto. Eravamo fatti l'uno per l'altro».
Nella stagione seguente, 1983-1984, vince il "treble" (campionato, Coppa di Lega e Coppa dei Campioni), nonché diversi titoli a livello individuale. Va a segno 47 volte in 65 gare complessive, battendo il precedente record di reti in una sola stagione con la maglia del Liverpool; il record che apparteneva a Roger Hunt (41 gol). Con questi gol vince la Scarpa d'oro, il premio di Giocatore dell'anno della FWA e quello di Giocatore dell'anno della PFA. Vince, con 32 reti, anche il titolo di capocannoniere del campionato, contribuendo alla vittoria del terzo titolo consecutivo della sua squadra. Segna inoltre 5 reti in Coppa campioni, contribuendo alla vittoria ai calci di rigore contro la Roma, ed è decisivo anche nella vittoria della Coppa di Lega.
All'inizio della stagione 1984-1985 si infortuna, saltando così le prime 14 gare. Al termine della stessa mette a segno 26 reti, una sola in meno del capocannoniere della squadra John Wark. La stagione del Liverpool è caratterizzata, oltre che dalla mancanza di vittorie finali (non accadeva da dieci anni), anche dalla tragedia dell'Heysel in occasione della finale di Coppa dei Campioni.
La stagione seguente, 1985-1986, va meglio sia per Rush che per il Liverpool. Rush va a segno 33 volte, tra cui una doppietta nella finale di FA Cup contro l'Everton. Anche in campionato la lotta per il titolo è con l'Everton: i reds agganciano i rivali alla trentatreesima giornata, per poi superarli a una giornata dal termine. All'ultima giornata il Liverpool sconfigge il Chelsea in trasferta allo Stamford Bridge per 1-0 e si aggiudicano il sedicesimo titolo della loro storia, nonché il primo "double" campionato-FA Cup.
All'inizio della stagione 1986-1987 Rush annuncia ai propri tifosi che al termine della stessa lascerà il club di Anfield per trasferirsi alla Juventus. Nonostante ciò va a segno per 40 volte, di cui 30 in campionato, senza aver disputato alcuna partita nelle competizioni europee a causa dell'esclusione dei club inglesi a seguito della tragedia dell'Heysel. Segna nella finale di coppa di Lega persa per 2-1 contro i Gunners. Per la prima volta, dopo 144 gare, Rush va a segno e la squadra perde la partita.

##### Juventus
A febbraio 1987 il Liverpool annunciò la cessione di Rush alla Juventus per 3200000 £ (circa sette miliardi di lire pagabili in due anni) e l'eventuale prestito di Michael Laudrup, successivamente non più concretizzatosi perché il ritiro di Michel Platini permise al club torinese di non sacrificare slot riservati agli stranieri.
Rush lasciò il Liverpool dopo sette stagioni, caratterizzate da 207 gol in 331 partite complessive.
Al suo arrivo in Italia il suo compatriota John Charles, ex giocatore della Juventus, dichiarò: «Ian è più bravo di me e segnerà di più. Non esiste al mondo un cannoniere che conosca come lui l'arte di andare in rete».
Rush fu accolto con un entusiasmo paragonabile a quello riservato cinque anni prima a Platini.

Rush in azione con la maglia della Juventus nella stagione 1987-1988

Debutta ad agosto in Coppa Italia contro il Lecce infortunandosi subito: uno stiramento dei muscoli della coscia che lo tiene lontano dai campi di gioco per cinque settimane. Rientra alla seconda partita di campionato, persa per 1-0 contro l'Empoli; la giornata successiva, contro il Pescara, segna una doppietta. Il 30 settembre 1987 torna a giocare nelle Coppe europee dopo ventotto mesi di assenza per la squalifica internazionale dei club inglesi. A Torino segna 13 gol complessivi, di cui 7 in campionato. Rush non riesce ad adattarsi all'Italia, sono molti i ritardi accumulati nel presentarsi agli allenamenti (gli costeranno alcuni milioni di multa), e accusa pure continui malanni che ne rallentano l'inserimento. Non impara bene la lingua, tanto da dichiarare che: «è vero, l'unico con cui mi trovo è Laudrup, lui e la sua fidanzata parlano bene l'inglese, così Tracy e io non ci sentiamo mai soli». Soffre oltremodo le "attenzioni" dei difensori italiani, ben più duri di quelli inglesi e non è molto aiutato dal resto della squadra. I bianconeri si qualificano per la UEFA con lo spareggio vinto ai rigori contro il Torino (Rush segna l'ultimo rigore, quello decisivo). Giampiero Boniperti, deluso dalle sue prestazioni, lo cede nuovamente al Liverpool dopo un anno, incassando 2,8 milioni di sterline.
A posteriori, Rush ammetterà di aver tratto comunque giovamento, sul piano tecnico, dalla difficile annata in bianconero: arrivato in Italia come cannoniere puro, attivo quasi esclusivamente in area di rigore, in Serie A impara a sacrificarsi maggiormente per la squadra, iniziando a dare una mano anche in zone diverse del campo e diventando così, per sua stessa ammissione, un giocatore più completo e, globalmente, migliore.

##### Ritorno a Liverpool
Nell'agosto del 1988 il Liverpool indice una conferenza stampa per annunciare il ritorno di Rush dopo un anno di lontananza. La maggior parte della stagione di Rush è caratterizzata da infortuni e da panchine. Terminerà la stagione con 11 reti in 32 partite complessive. Tra queste la doppietta nei tempi supplementari della finale di FA Cup vinta contro gli storici rivali dell'Everton.
La stagione seguente, 1989-1990, si apre con la cessione di John Aldridge alla Real Sociedad, nonostante l'allenatore Kenny Dalglish li avesse provati più volte assieme nella stagione precedente. Rush segna complessivamente 26 volte, di cui 18 in campionato, e spinge la squadra alla conquista del 18º titolo, il quinto per lui.
Rush si ripete anche nella stagione successiva, andando a segno 26 volte di cui 16 in campionato. Le sue reti non sono sufficienti a far vincere il titolo alla squadra che arriva seconda dietro l'Arsenal. La stagione è caratterizzata anche dalle dimissioni di Dalglish il 20 febbraio 1991.
Nella stagione successiva, a causa dei frequenti infortuni, Rush disputa 18 gare complessive andando a segno 9 volte in totale. Tra queste la rete del 2-0 nella finale di FA Cup, vinta contro il Sunderland, che consente ai Reds, ora guidati dallo scozzese Graeme Souness, di vincere il loro 5º titolo (il 3º per il giocatore). Mentre in campionato per la prima volta dal 1980-1981 la squadra non finisce nei primi due posti, terminando la stagione al 6º posto.
Nella stagione 1992-1993 la squadra alla fine di marzo si trova al 15º posto, ma riesce a concludere il campionato al 6º. Rush al termine della stagione segna 22 reti in 32 presenze complessive; tra queste un poker nella gara di andata dei sedicesimi di finale di Coppa delle Coppe contro i ciprioti dell'Apollōn Limassol. Rush porta così il suo bottino europeo a 20 reti, abbattendo il record di 17 appartenente a Roger Hunt. Il primato di Rush sarà superato il 24 settembre 2003 da Michael Owen. Il 18 ottobre 1992 segna contro il Manchester United il suo 287º gol con la maglia del Liverpool, superando il precedente record appartenente sempre a Hunt.
All'inizio della stagione successiva Graeme Souness gli affida la fascia di capitano. Il 28 ottobre 1993 segna contro il Leeds United il suo 200º gol in campionato. Chiude la stagione con 19 reti, tra cui una tripletta in Coca Cola Cup contro l'Ipswich Town. Nel corso della stagione gioca in coppia col giovane Robbie Fowler: il 13 marzo 1994, per la prima volta, segnano entrambi in una partita: quella di campionato contro l'Everton.
All'inizio della stagione successiva, 1994-1995, sotto la guida di Roy Evans Rush disputa 36 partite tutte da titolare, andando a segno 19 volte complessivamente. La stagione si conclude con la vittoria della Coppa di Lega: si tratta della 5ª vittoria sia per il club che per il giocatore, la prima di Rush come capitano. Il 30 novembre 1994, durante il 4º turno della competizione, mette a segno contro il Blackburn Rovers la sua ultima tripletta con la maglia dei Reds.
Nell'estate del 1995 il Liverpool acquista Stan Collymore dal Nottingham Forest e ciò, assieme all'età di Rush e alla crescita di Robbie Fowler, segna la fase finale della storia tra il giocatore e il Liverpool e infatti nel mese di marzo del 1996 viene annunciato che al termine della stagione Rushie lascerà la squadra. Nel corso della stagione 1995-1996 disputa 29 partite, di cui 14 da titolare, andando a segno 7 volte. Il 6 gennaio 1996, nel corso della partita di FA Cup contro il Rochdale, mette a segno il 42º gol nella storia del torneo, battendo così il precedente record di 41 appartenente a Denis Law. Il 27 aprile gioca la sua ultima partita nello stadio Anfield contro il Middlesbrough, subentrando dalla panchina e ricevendo l'applauso di entrambe le tifoserie alla fine dell'incontro. Segna il suo ultimo gol in campionato per i Reds il 5 maggio contro il Manchester City nell'ultima giornata della stagione, terminata 2-2. Viene inoltre nominato membro dell'MBE dalla regina Elisabetta. Lascia definitivamente il Liverpool nell'estate del 1996, dopo aver segnato 346 gol in 660 gare disputate complessivamente. Considerando tutte le competizioni, è il miglior realizzatore del Liverpool di tutti i tempi.

##### Ultimi anni
Dopo aver lasciato il Liverpool, si trasferisce al Leeds United. Resta una stagione nello Yorkshire e segna 3 gol in 36 partite di campionato.
A fine stagione si trasferisce a parametro zero al Newcastle dove ritrova Kenny Dalglish come allenatore. Trova spazio soltanto inizialmente a seguito dell'infortunio subito da Alan Shearer. Con la maglia dei Magpies non va mai a segno in campionato, ma due volte nelle coppe. Segna il suo 43º gol in una partita di FA Cup che consente alla squadra di vincere la partita del 3º turno contro l'Everton. Segna poi nella partita di Coppa di Lega contro l'Hull City, eguagliando così il record di gol nella competizione appartenente a Geoff Hurst (49 reti). Nel corso della stagione viene ceduto in prestito allo Sheffield United con il quale disputa 4 gare.
Nell'estate del 1998 lascia il Newcastle e firma per i gallesi del Wrexham. Disputa 18 gare di Second Division senza segnare mai e verso la fine della stagione viene spostato a centrocampo.
Nel luglio del 1999 rifiuta un ruolo nello staff tecnico dei Robins al fianco di Brian Flynn, e decide di concludere la carriera.
Torna successivamente in campo per due partite con la maglia dei Sydney Olympic, segnando anche una rete, per poi ritirarsi definitivamente dal calcio giocato nel 2000 a 39 anni.

#### Nazionale

Rush (a destra, in primo piano), capitano della nazionale gallese, nei convenevoli con l'italiano Giuseppe Bergomi prima dell'amichevole di Brescia del 4 giugno 1988

Dal 1980 al 1996 ha collezionato 73 presenze nella Nazionale di calcio del Galles, segnando 28 gol che lo hanno reso il maggior realizzatore nella storia di tale Nazionale fino al 2018, anno in cui venne superato da Gareth Bale.
Gioca la sua prima partita con la maglia della Nazionale il 21 maggio 1980 contro la Scozia, prima ancora di aver debuttato con la maglia del Liverpool.
Il 4 giugno 1988, a Brescia, segna un gol che consente al Galles di sconfiggere l'Italia, mentre il 5 giugno 1991 segna il gol che dà alla Nazionale gallese la vittoria contro la Germania campione del mondo in carica, nelle qualificazioni a Euro 1992.

### Dopo il ritiro
Nel gennaio del 2003 torna al Liverpool con l'incarico di allenatore degli attaccanti, coadiuvando il manager Gérard Houllier.
Nell'agosto del 2004 è nominato manager del Chester City che partecipa al campionato di Football League Two. Debutta con una sconfitta per 3-1 in casa del Boston United, poi la squadra inanella un periodo di due mesi senza sconfitte e si qualifica per il terzo turno di FA Cup, a ottobre viene nominato manager del mese. A partire da novembre la squadra subisce una serie sconfitte e Rush viene fortemente criticato. All'inizio di marzo 2005, dopo la sconfitta per 5-0 in casa dello Shrewsbury Town il presidente Stephen Vaughan chiede a Rush di dimettersi, ma l'ex calciatore si rifiuta. Nell'aprile del 2005, dopo la sconfitta per 1-0 contro il Darlington, Vaughan licenzia il vice di Rush il quale a sua volta rassegna le proprie dimissioni.

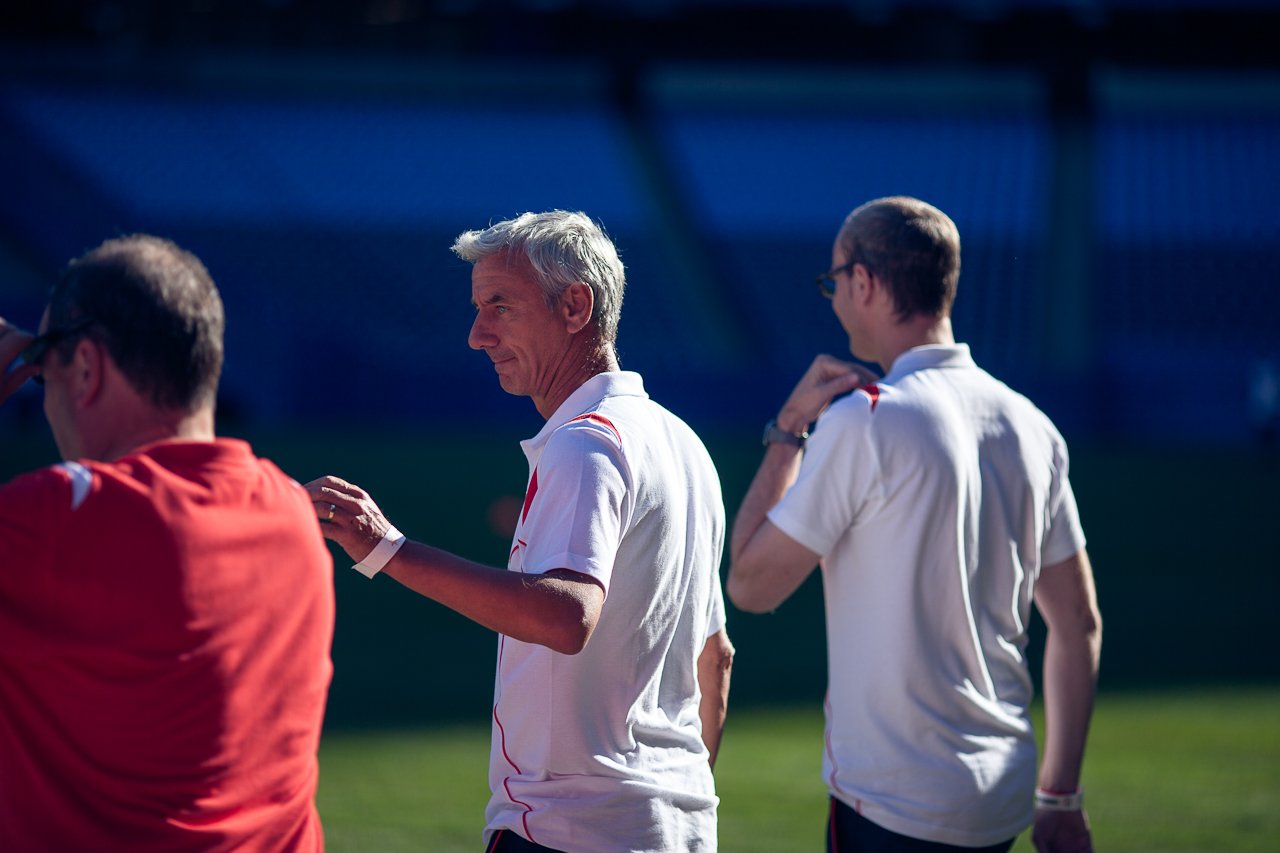
Rush (al centro) nel 2012, durante una sessione di allenamento del Liverpool

Nel giugno del 2005 Mike Harris, amministratore delegato dei The New Saints, gli propone di tornare in campo per disputare il primo turno preliminare di Champions League contro il Liverpool campione in carica, offerta che Rush in seguito declina.
Nel 2006 entra a far parte della Hall of Fame del calcio inglese.
Nel 2007 è nominato "elite performance director" nell'ambito della Welsh Football Trust, con il compito di affiancare il direttore tecnico nello sviluppo della nuova generazione di calciatori gallesi.
Il 21 agosto 2008 viene pubblicata la sua autobiografia.
In seguito ha ricoperto l'incarico di ambasciatore delle scuole calcio del Liverpool con l'incarico, inoltre, di collaborare con il team commerciale del club nello sviluppo di sinergie con altri marchi di livello mondiale.

## Statistiche
Tra club e nazionale maggiore, Rush ha giocato globalmente 894 partite segnando 410 reti, alla media di 0,45 gol a partita.

### Presenze e reti nei club
Statistiche aggiornate al termine della carriera da calciatore.
| Stagione            | Squadra             | Campionato          | Campionato | Campionato | Coppe nazionali | Coppe nazionali | Coppe nazionali | Coppe continentali | Coppe continentali | Coppe continentali | Altre coppe | Altre coppe | Altre coppe | Totale | Totale |
| Stagione            | Squadra             | Comp                | Pres       | Reti       | Comp            | Pres            | Reti            | Comp               | Pres               | Reti               | Comp        | Pres        | Reti        | Pres   | Reti   |
| ------------------- | ------------------- | ------------------- | ---------- | ---------- | --------------- | --------------- | --------------- | ------------------ | ------------------ | ------------------ | ----------- | ----------- | ----------- | ------ | ------ |
| apr.1979            | Chester City        | TD                  | 1          | 0          | -               | -               | -               | -                  | -                  | -                  | -           | -           | -           | 1      | 0      |
| 1979-1980           | Chester City        | TD                  | 33         | 14         | FACup           | 5               | 4               | -                  | -                  | -                  | -           | -           | -           | 38     | 18     |
| Totale Chester City | Totale Chester City | Totale Chester City | 34         | 14         |                 | 5               | 4               |                    | -                  | -                  |             | -           | -           | 39     | 18     |
| 1980-1981           | Liverpool           | FD                  | 7          | 0          | FACup+FLC       | 0+1             | 0               | CC                 | 1                  | 0                  | -           | -           | -           | 9      | 0      |
| 1981-1982           | Liverpool           | FD                  | 32         | 17         | FACup+FLC       | 3+10            | 3+8             | CC                 | 4                  | 2                  | -           | -           | -           | 49     | 30     |
| 1982-1983           | Liverpool           | FD                  | 34         | 24         | FACup+FLC       | 3+8             | 2+2             | CC                 | 5                  | 2                  | CS          | 1           | 1           | 51     | 31     |
| 1983-1984           | Liverpool           | FD                  | 41         | 32         | FACup+FLC       | 2+12            | 2+8             | CC                 | 9                  | 5                  | CS          | 1           | 0           | 65     | 47     |
| 1984-1985           | Liverpool           | FD                  | 28         | 14         | FACup+FLC       | 6+1             | 7+0             | CC                 | 6                  | 5                  | CI+SU+CS    | 1+1+1       | 0           | 44     | 26     |
| 1985-1986           | Liverpool           | FD                  | 40         | 22         | FACup+FLC       | 8+6             | 6+3             | -                  | -                  | -                  | FLSC        | 2           | 2           | 56     | 33     |
| 1986-1987           | Liverpool           | FD                  | 42         | 30         | FACup+FLC       | 3+9             | 0+4             | -                  | -                  | -                  | CS+FLSC     | 1+2         | 1+5         | 57     | 40     |
| 1987-1988           | Juventus            | A                   | 29+1       | 7+0        | CI              | 7               | 5               | CU                 | 3                  | 1                  | -           | -           | -           | 40     | 13     |
| 1988-1989           | Liverpool           | FD                  | 24         | 7          | FACup+FLC       | 2+4             | 3+1             | -                  | -                  | -                  | MmT         | 2           | 0           | 32     | 11     |
| 1989-1990           | Liverpool           | FD                  | 36         | 18         | FACup+FLC       | 8+3             | 6+2             | -                  | -                  | -                  | CS          | 1           | 0           | 48     | 26     |
| 1990-1991           | Liverpool           | FD                  | 37         | 16         | FACup+FLC       | 7+3             | 5+5             | -                  | -                  | -                  | CS          | 1           | 0           | 48     | 26     |
| 1991-1992           | Liverpool           | FD                  | 18         | 4          | FACup+FLC       | 5+3             | 1+3             | CU                 | 5                  | 1                  | -           | -           | -           | 31     | 9      |
| 1992-1993           | Liverpool           | PL                  | 32         | 14         | FACup+FLC       | 1+4             | 1+1             | CdC                | 4                  | 5                  | CS          | 1           | 1           | 42     | 22     |
| 1993-1994           | Liverpool           | PL                  | 42         | 14         | FACup+FLC       | 2+5             | 1+4             | -                  | -                  | -                  | -           | -           | -           | 49     | 19     |
| 1994-1995           | Liverpool           | PL                  | 36         | 12         | FACup+FLC       | 7+7             | 1+6             | -                  | -                  | -                  | -           | -           | -           | 50     | 19     |
| 1995-1996           | Liverpool           | PL                  | 20         | 5          | FACup+FLC       | 4+2             | 1+1             | CU                 | 3                  | 0                  | -           | -           | -           | 29     | 7      |
| Totale Liverpool    | Totale Liverpool    | Totale Liverpool    | 469        | 229        |                 | 61+78           | 39+48           |                    | 37                 | 20                 |             | 15          | 10          | 660    | 346    |
| 1996-1997           | Leeds Utd           | PL                  | 36         | 3          | FACup+FLC       | 4+2             | 0               | -                  | -                  | -                  | -           | -           | -           | 42     | 3      |
| 1997- feb. 1998     | Newcastle Utd       | PL                  | 10         | 0          | FACup+FLC       | 1+2             | 1+1             | UCL                | 1                  | 0                  | -           | -           | -           | 14     | 2      |
| feb.-mar. 1998      | Sheffield Utd       | FD                  | 4          | 0          | -               | -               | -               | -                  | -                  | -                  | -           | -           | -           | 4      | 0      |
| 1998-1999           | Wrexham             | SD                  | 17         | 0          | FACup+FLC       | 4+2             | 0+0             | -                  | -                  | -                  | EFL+FAW     | 1+3         | 0+0         | 27     | 0      |
| nov.-dic. 1999      | Sydney Olympic      | NSL                 | 2          | 1          | -               | -               | -               | -                  | -                  | -                  | -           | -           | -           | 2      | 1      |
| Totale carriera     | Totale carriera     | Totale carriera     | 601+1      | 254+0      |                 | 166             | 98              |                    | 41                 | 21                 |             | 19          | 10          | 828    | 383    |

### Cronologia presenze e reti in nazionale
| Cronologia completa delle presenze e delle reti in nazionale ― Galles | Cronologia completa delle presenze e delle reti in nazionale ― Galles | Cronologia completa delle presenze e delle reti in nazionale ― Galles | Cronologia completa delle presenze e delle reti in nazionale ― Galles | Cronologia completa delle presenze e delle reti in nazionale ― Galles | Cronologia completa delle presenze e delle reti in nazionale ― Galles | Cronologia completa delle presenze e delle reti in nazionale ― Galles | Cronologia completa delle presenze e delle reti in nazionale ― Galles |
| Data                                                                  | Città                                                                 | In casa                                                               | Risultato                                                             | Ospiti                                                                | Competizione                                                          | Reti                                                                  | Note                                                                  |
| --------------------------------------------------------------------- | --------------------------------------------------------------------- | --------------------------------------------------------------------- | --------------------------------------------------------------------- | --------------------------------------------------------------------- | --------------------------------------------------------------------- | --------------------------------------------------------------------- | --------------------------------------------------------------------- |
| 21-5-1980                                                             | Glasgow                                                               | Scozia                                                                | 1 – 0                                                                 | Galles                                                                | Amichevole                                                            | -                                                                     | 15’                                                                   |
| 23-5-1980                                                             | Cardiff                                                               | Galles                                                                | 0 – 1                                                                 | Irlanda del Nord                                                      | Amichevole                                                            | -                                                                     |                                                                       |
| 20-5-1981                                                             | Londra                                                                | Inghilterra                                                           | 0 – 0                                                                 | Galles                                                                | Amichevole                                                            | -                                                                     | 65’                                                                   |
| 14-10-1981                                                            | Swansea                                                               | Galles                                                                | 2 – 2                                                                 | Islanda                                                               | Qual. Mondiali 1982                                                   | -                                                                     | 67’                                                                   |
| 18-11-1981                                                            | Tbilisi                                                               | Unione Sovietica                                                      | 3 – 0                                                                 | Galles                                                                | Qual. Mondiali 1982                                                   | -                                                                     |                                                                       |
| 27-4-1982                                                             | Cardiff                                                               | Galles                                                                | 0 – 1                                                                 | Inghilterra                                                           | Amichevole                                                            | -                                                                     |                                                                       |
| 24-5-1982                                                             | Glasgow                                                               | Scozia                                                                | 1 – 0                                                                 | Galles                                                                | Amichevole                                                            | -                                                                     |                                                                       |
| 27-5-1982                                                             | Wrexham                                                               | Galles                                                                | 3 – 0                                                                 | Irlanda del Nord                                                      | Amichevole                                                            | 1                                                                     |                                                                       |
| 2-6-1982                                                              | Tolosa                                                                | Francia                                                               | 0 – 1                                                                 | Galles                                                                | Amichevole                                                            | 1                                                                     |                                                                       |
| 22-9-1982                                                             | Swansea                                                               | Galles                                                                | 1 – 0                                                                 | Norvegia                                                              | Qual. Euro 1984                                                       | 1                                                                     |                                                                       |
| 15-12-1982                                                            | Belgrado                                                              | Jugoslavia                                                            | 4 – 4                                                                 | Galles                                                                | Qual. Euro 1984                                                       | 1                                                                     |                                                                       |
| 23-2-1983                                                             | Londra                                                                | Inghilterra                                                           | 2 – 1                                                                 | Galles                                                                | Amichevole                                                            | 1                                                                     |                                                                       |
| 27-4-1983                                                             | Wrexham                                                               | Galles                                                                | 1 – 0                                                                 | Bulgaria                                                              | Qual. Euro 1984                                                       | -                                                                     | 69’                                                                   |
| 21-9-1983                                                             | Oslo                                                                  | Norvegia                                                              | 0 – 0                                                                 | Galles                                                                | Qual. Euro 1984                                                       | -                                                                     |                                                                       |
| 12-10-1983                                                            | Wrexham                                                               | Galles                                                                | 5 – 0                                                                 | Romania                                                               | Amichevole                                                            | 2                                                                     | 75’                                                                   |
| 16-11-1983                                                            | Sofia                                                                 | Bulgaria                                                              | 1 – 0                                                                 | Galles                                                                | Qual. Euro 1984                                                       | -                                                                     |                                                                       |
| 14-12-1983                                                            | Cardiff                                                               | Galles                                                                | 1 – 1                                                                 | Jugoslavia                                                            | Qual. Euro 1984                                                       | -                                                                     |                                                                       |
| 28-2-1984                                                             | Glasgow                                                               | Scozia                                                                | 2 – 1                                                                 | Galles                                                                | Amichevole                                                            | -                                                                     | 64’                                                                   |
| 2-5-1984                                                              | Wrexham                                                               | Galles                                                                | 1 – 0                                                                 | Inghilterra                                                           | Amichevole                                                            | -                                                                     |                                                                       |
| 22-5-1984                                                             | Swansea                                                               | Galles                                                                | 1 – 1                                                                 | Irlanda del Nord                                                      | Amichevole                                                            | -                                                                     |                                                                       |
| 14-11-1984                                                            | Cardiff                                                               | Galles                                                                | 2 – 1                                                                 | Islanda                                                               | Qual. Euro 1984                                                       | -                                                                     |                                                                       |
| 26-2-1985                                                             | Wrexham                                                               | Galles                                                                | 1 – 1                                                                 | Norvegia                                                              | Amichevole                                                            | 1                                                                     |                                                                       |
| 27-3-1985                                                             | Glasgow                                                               | Scozia                                                                | 0 – 1                                                                 | Galles                                                                | Qual. Mondiali 1986                                                   | 1                                                                     |                                                                       |
| 30-4-1985                                                             | Wrexham                                                               | Galles                                                                | 3 – 0                                                                 | Spagna                                                                | Qual. Mondiali 1986                                                   | 2                                                                     |                                                                       |
| 10-9-1985                                                             | Cardiff                                                               | Galles                                                                | 1 – 1                                                                 | Scozia                                                                | Qual. Mondiali 1986                                                   | -                                                                     | 52’                                                                   |
| 25-2-1986                                                             | Al Khobar                                                             | Arabia Saudita                                                        | 1 – 2                                                                 | Galles                                                                | Amichevole                                                            | -                                                                     |                                                                       |
| 26-3-1986                                                             | Dublino                                                               | Irlanda                                                               | 0 – 1                                                                 | Galles                                                                | Amichevole                                                            | 1                                                                     |                                                                       |
| 21-4-1986                                                             | Wrexham                                                               | Galles                                                                | 0 – 0                                                                 | Uruguay                                                               | Amichevole                                                            | -                                                                     |                                                                       |
| 10-9-1986                                                             | Helsinki                                                              | Finlandia                                                             | 1 – 1                                                                 | Galles                                                                | Amichevole                                                            | -                                                                     |                                                                       |
| 18-2-1987                                                             | Swansea                                                               | Galles                                                                | 0 – 0                                                                 | Unione Sovietica                                                      | Amichevole                                                            | -                                                                     |                                                                       |
| 1-4-1987                                                              | Cardiff                                                               | Galles                                                                | 4 – 0                                                                 | Finlandia                                                             | Amichevole                                                            | 1                                                                     |                                                                       |
| 29-4-1987                                                             | Wrexham                                                               | Galles                                                                | 1 – 1                                                                 | Cecoslovacchia                                                        | Amichevole                                                            | 1                                                                     |                                                                       |
| 14-10-1987                                                            | Copenaghen                                                            | Danimarca                                                             | 1 – 0                                                                 | Galles                                                                | Qual. Euro 1988                                                       | -                                                                     |                                                                       |
| 11-11-1987                                                            | Praga                                                                 | Cecoslovacchia                                                        | 2 – 0                                                                 | Galles                                                                | Qual. Euro 1988                                                       | -                                                                     |                                                                       |
| 23-3-1988                                                             | Swansea                                                               | Galles                                                                | 1 – 2                                                                 | Jugoslavia                                                            | Amichevole                                                            | -                                                                     |                                                                       |
| 27-4-1988                                                             | Solna                                                                 | Svezia                                                                | 4 – 1                                                                 | Galles                                                                | Amichevole                                                            | -                                                                     |                                                                       |
| 1-6-1988                                                              | Ta' Qali                                                              | Malta                                                                 | 2 – 3                                                                 | Galles                                                                | Amichevole                                                            | 1                                                                     | cap.                                                                  |
| 4-6-1988                                                              | Brescia                                                               | Italia                                                                | 0 – 1                                                                 | Galles                                                                | Amichevole                                                            | 1                                                                     | cap.                                                                  |
| 14-9-1988                                                             | Amsterdam                                                             | Paesi Bassi                                                           | 1 – 0                                                                 | Galles                                                                | Qual. Mondiali 1990                                                   | -                                                                     | cap.                                                                  |
| 19-10-1988                                                            | Swansea                                                               | Galles                                                                | 2 – 2                                                                 | Finlandia                                                             | Qual. Mondiali 1990                                                   | -                                                                     |                                                                       |
| 26-4-1989                                                             | Wrexham                                                               | Galles                                                                | 0 – 2                                                                 | Svezia                                                                | Amichevole                                                            | -                                                                     |                                                                       |
| 31-5-1989                                                             | Cardiff                                                               | Galles                                                                | 0 – 0                                                                 | Germania Ovest                                                        | Qual. Mondiali 1990                                                   | -                                                                     | 65’                                                                   |
| 6-9-1989                                                              | Helsinki                                                              | Finlandia                                                             | 1 – 0                                                                 | Galles                                                                | Qual. Mondiali 1990                                                   | -                                                                     | 71’                                                                   |
| 28-3-1990                                                             | Dublino                                                               | Irlanda                                                               | 1 – 0                                                                 | Galles                                                                | Amichevole                                                            | -                                                                     |                                                                       |
| 11-9-1990                                                             | Copenaghen                                                            | Danimarca                                                             | 1 – 0                                                                 | Galles                                                                | Amichevole                                                            | -                                                                     |                                                                       |
| 17-10-1990                                                            | Cardiff                                                               | Galles                                                                | 3 – 1                                                                 | Belgio                                                                | Amichevole                                                            | 1                                                                     |                                                                       |
| 14-11-1990                                                            | Lussemburgo                                                           | Lussemburgo                                                           | 0 – 1                                                                 | Galles                                                                | Amichevole                                                            | 1                                                                     | 83’                                                                   |
| 6-2-1991                                                              | Wrexham                                                               | Galles                                                                | 0 – 3                                                                 | Irlanda                                                               | Amichevole                                                            | -                                                                     | 51’                                                                   |
| 27-3-1991                                                             | Bruxelles                                                             | Belgio                                                                | 1 – 1                                                                 | Galles                                                                | Qual. Euro 1992                                                       | -                                                                     |                                                                       |
| 29-5-1991                                                             | Radom                                                                 | Polonia                                                               | 0 – 0                                                                 | Galles                                                                | Amichevole                                                            | -                                                                     |                                                                       |
| 5-6-1991                                                              | Cardiff                                                               | Galles                                                                | 1 – 0                                                                 | Germania                                                              | Amichevole                                                            | 1                                                                     |                                                                       |
| 16-10-1991                                                            | Norimberga                                                            | Germania                                                              | 4 – 1                                                                 | Galles                                                                | Qual. Euro 1992                                                       | -                                                                     |                                                                       |
| 13-11-1991                                                            | Cardiff                                                               | Galles                                                                | 1 – 0                                                                 | Lussemburgo                                                           | Qual. Euro 1992                                                       | -                                                                     |                                                                       |
| 20-5-1992                                                             | Bucarest                                                              | Romania                                                               | 5 – 1                                                                 | Galles                                                                | Qual. Mondiali 1994                                                   | 1                                                                     |                                                                       |
| 9-9-1992                                                              | Cardiff                                                               | Galles                                                                | 6 – 0                                                                 | Fær Øer                                                               | Qual. Mondiali 1994                                                   | 3                                                                     |                                                                       |
| 14-10-1992                                                            | Limassol                                                              | Cipro                                                                 | 0 – 1                                                                 | Galles                                                                | Qual. Mondiali 1994                                                   | -                                                                     |                                                                       |
| 18-11-1992                                                            | Bruxelles                                                             | Belgio                                                                | 2 – 0                                                                 | Galles                                                                | Qual. Mondiali 1994                                                   | -                                                                     |                                                                       |
| 31-3-1993                                                             | Cardiff                                                               | Galles                                                                | 2 – 0                                                                 | Belgio                                                                | Qual. Mondiali 1994                                                   | 1                                                                     |                                                                       |
| 28-4-1993                                                             | Ostrava                                                               | Cecoslovacchia                                                        | 1 – 1                                                                 | Galles                                                                | Qual. Mondiali 1994                                                   | -                                                                     |                                                                       |
| 6-6-1993                                                              | Toftir                                                                | Fær Øer                                                               | 0 – 3                                                                 | Galles                                                                | Qual. Mondiali 1994                                                   | 1                                                                     |                                                                       |
| 8-9-1993                                                              | Cardiff                                                               | Galles                                                                | 2 – 2                                                                 | Cecoslovacchia                                                        | Qual. Mondiali 1994                                                   | 1                                                                     | 70’                                                                   |
| 13-10-1993                                                            | Cardiff                                                               | Galles                                                                | 2 – 0                                                                 | Cipro                                                                 | Qual. Mondiali 1994                                                   | 1                                                                     |                                                                       |
| 17-11-1993                                                            | Cardiff                                                               | Galles                                                                | 1 – 2                                                                 | Romania                                                               | Qual. Mondiali 1994                                                   | -                                                                     |                                                                       |
| 9-3-1994                                                              | Wrexham                                                               | Galles                                                                | 1 – 3                                                                 | Norvegia                                                              | Amichevole                                                            | -                                                                     |                                                                       |
| 20-4-1994                                                             | Swansea                                                               | Galles                                                                | 0 – 2                                                                 | Svezia                                                                | Amichevole                                                            | -                                                                     |                                                                       |
| 23-5-1994                                                             | Tallinn                                                               | Estonia                                                               | 1 – 2                                                                 | Galles                                                                | Amichevole                                                            | 1                                                                     |                                                                       |
| 7-9-1994                                                              | Cardiff                                                               | Galles                                                                | 2 – 0                                                                 | Albania                                                               | Qual. Euro 1996                                                       | -                                                                     | cap.                                                                  |
| 16-11-1994                                                            | Tbilisi                                                               | Georgia                                                               | 5 – 0                                                                 | Galles                                                                | Qual. Euro 1996                                                       | -                                                                     |                                                                       |
| 14-12-1994                                                            | Cardiff                                                               | Galles                                                                | 0 – 3                                                                 | Bulgaria                                                              | Qual. Euro 1996                                                       | -                                                                     | cap. 67’                                                              |
| 26-4-1995                                                             | Düsseldorf                                                            | Germania                                                              | 1 – 1                                                                 | Galles                                                                | Qual. Euro 1996                                                       | -                                                                     |                                                                       |
| 7-6-1995                                                              | Cardiff                                                               | Galles                                                                | 1 – 0                                                                 | Georgia                                                               | Qual. Euro 1996                                                       | -                                                                     |                                                                       |
| 6-9-1995                                                              | Swansea                                                               | Galles                                                                | 1 – 0                                                                 | Moldavia                                                              | Amichevole                                                            | -                                                                     | 67’                                                                   |
| 24-1-1996                                                             | Terni                                                                 | Italia                                                                | 3 – 0                                                                 | Galles                                                                | Amichevole                                                            | -                                                                     | 63’                                                                   |
| Totale                                                                |                                                                       | Presenze                                                              | 73                                                                    |                                                                       | Reti (2º posto)                                                       | 28                                                                    |                                                                       |

## Palmarès

### Giocatore

#### Club

##### Competizioni nazionali
- Charity Shield: 6

Liverpool: 1980, 1982, 1986, 1988, 1989, 1990
- Coppa di Lega inglese: 5

Liverpool: 1980-1981, 1981-1982, 1982-1983, 1983-1984, 1994-1995
- Campionato inglese: 5

Liverpool: 1981-1982, 1982-1983, 1983-1984, 1985-1986, 1989-1990
- Coppa d'Inghilterra: 3

Liverpool: 1985-1986, 1988-1989, 1991-1992

##### Competizioni internazionali
- Coppa dei Campioni: 2

Liverpool: 1980-1981, 1983-1984

#### Individuale
- Giocatore dell'anno della FWA: 1

1984
- Giocatore dell'anno della PFA: 1

1984